# Toechorychus brevicaudis
Toechorychus brevicaudis là một loài tò vò trong họ Ichneumonidae.